# Landsmannschaft Alemannia Makaria
Die Landsmannschaft Alemannia Makaria ist eine farbentragende, pflichtschlagende Studentenverbindung im Coburger Convent (CC). Die 1863 gegründete Landsmannschaft vereint Studenten und Alumni der Julius-Maximilians-Universität Würzburg und der Technischen Hochschule Würzburg-Schweinfurt in einem Lebensbund.
Am 3. März 1868 gehörte die Makaria zu den Begründern des Allgemeinen Landsmannschaftlichen Convents (LC) und führt deshalb bis heute den Titel „Gründungslandsmannschaft im LC“.

## Couleur und Prinzipien
Das Burschenband hat die Farben schwarz-weiß-rot auf hellblauem Hintergrund mit goldener Perkussion, das Fuxenband die Farben schwarz-weiß-schwarz. Zum Vollcouleur gehört auch eine violette Tellermütze. Die Prinzipien des Bundes werden in der Aktivenordnung folgendermaßen bezeichnet:
„Die Landsmannschaft Alemannia Makaria verlangt keine Zugehörigkeit zu einer religiösen Gemeinschaft und vertritt keine politischen Tendenzen. Sie ist ein Freundschaftsbund auf Lebenszeit. Die Bundesbrüder sollen zu Verantwortungsbewusstsein, Hilfsbereitschaft und zur Unterordnung unter die Interessen der Gemeinschaft angehalten werden. Persönliche Aufrichtigkeit und Toleranz gegenüber Andersdenkenden gehört zu deren Prinzipien. Im Bundesleben sollen Geselligkeit und sportliche Betätigung gepflegt werden, persönliche Gespräche, Veranstaltungen und Vorträge die Gefahren einer fachwissenschaftlichen Bildung mindern und eine geistige Weiterbildung fördern.“
In Zusammenfassung dieser Grundsätze lautet der Wahlspruch der Alemannia Makaria: „Ehre, Freundschaft, Vaterland“

## Geschichte

### Gründungszeit
Die Landsmannschaft Alemannia Makaria stellt einen Fusionsbund mehrerer Studentenverbindungen dar.
Die Gründung der Makaria erfolgte am 7. Dezember 1863 in Würzburg. 1866 nahm sie die Farben Blau-Gold-Rot an und gründete zusammen mit den Landsmannschaften Ghibellinia Tübingen, Teutonia Bonn, Teutonia Halle und Verdensia Göttingen den „Allgemeinen Landsmannschafter Convent“ (LC), der sich später zu einem der größten Korporationsverbände entwickeln sollte.
1897 erklärte sich ein Teil der Mitglieder zum Corps und spaltete sich als solches ab; ein anderer Teil blieb der Landsmannschaft treu und ging eine Fusion mit der Landsmannschaft Saxonia zur Saxo-Makaria ein. Die Farben Schwarz-Weiß-Rot der Saxo-Makaria und die Weinrebe der Makaria gehen auf Tradition und Geschichte der Landsmannschaft zurück. Eine zweite verbindungsstudentische Wurzel liegt in der turnerschaftlichen Seite der Alemannia, die am 10. November 1880 gegründet wurde. Von ihr wurde die violette Mütze übernommen. 

### Nachkriegszeit bis heute
1953 gingen Landsmannschaft und Turnerschaft eine Fusion ein und gründeten die Landsmannschaft Alemannia Makaria. 2013 feierte sie in festlichem Rahmen ihr 150. Stiftungsfest.

## Bekannte Mitglieder
- Wilhelm Crecelius (1898–1979), Mediziner, Ernährungswissenschaftler
- Thomas Dehler (1897–1967), Bundesjustizminister, Bundesvorsitzender der FDP
- Otto Engels (1875–1960), Agrikulturchemiker
- Otto Rostoski (1872–1962), Internist, Vorantreiber der Diabetestherapie, Lungenkrebsforscher
- Ernst Schubert (1941–2006), Landeshistoriker und Universitätsprofessor